# ماهر المصري
ماهر نشأت طاهر المصري (25 ديسمبر 1946) سياسي واقتصادي فلسطيني، تولى منصب وزير الاقتصاد الوطني والتجارة والصناعة في الحكومة الفلسطينية الثانية والثالثة والرابعة والخامسة والثامنة، وهو عضو سابق في المجلس التشريعي الفلسطيني لعام 1996، والمدير السابق لبورصة فلسطين، والرئيس السابق لهيئة رأس المال الفلسطينية.

## حياته
حصل ماهر نشأت طاهر المصري على شهادة البكالوريوس في الاقتصاد من الجامعة الأمريكية في بيروت عام 1969، وعلى شهادة الماجستير في الاقتصاد من ذات الجامعة عام 1973.
اُنتخب عضوًا في المجلس التشريعي الفلسطيني بعد الانتخابات العامة الفلسطينية عام 1996 حيث حصل على 23,125 صوتًا في دائرة محافظة نابلس ممثلًا عن حركة فتح.
في 15 أبريل 2024، عُين عضوًا في مجلس إدارة صندوق الاستثمار الفلسطيني.